# Heinrich Meng
Heinrich « Heini » Meng (né le 20 novembre 1902 à Davos et mort le 13 août 1982 à Melbourne) est un joueur professionnel suisse de hockey sur glace.

## Biographie
Heini Meng joue au Hockey Club Davos de 1921 à 1934 puis au Grasshopper Club Zurich de 1934 à 1938,. Il est champion de série A nationale en 1926, nationale et internationale en 1927, nationale et internationale en 1929, nationale et internationale en 1930, nationale et internationale en 1931, nationale et internationale en 1932 et remporte le championnat unifié en 1934.
Il participe à la Coupe Spengler avec Davos en 1923, 1924, 1925, 1926, 1927, 1928, 1929, 1930, 1931, 1932 puis avec le Grasshopper Club Zurich en 1933 et 1934. Il remporte la coupe en 1927.
Heini Meng représente la Suisse aux Jeux olympiques de 1928 à Saint-Moritz où la Suisse remporte la médaille de bronze,,. Il est présent auparavant aux championnats du monde 1930 et aux championnats d'Europe en 1924, 1925, puis 1932.
Il est capitaine du HC Davos et de l'équipe de Suisse.